# Melanagromyza astragali
Melanagromyza astragali är en tvåvingeart som beskrevs av Spencer 1976. Melanagromyza astragali ingår i släktet Melanagromyza och familjen minerarflugor.
Artens utbredningsområde är Sverige. Arten är reproducerande i Sverige. Inga underarter finns listade i Catalogue of Life.